# Andinobates bombetes
Espèce
Synonymes
- Dendrobates bombetes Myers & Daly, 1980
- Ranitomeya bombetes (Myers & Daly, 1980)

Statut de conservation UICN

 VU  : Vulnérable
Statut CITES
Andinobates bombetes est une espèce d'amphibiens de la famille des Dendrobatidae.

## Répartition
Cette espèce est endémique de Colombie. Elle se rencontre de 1 580 à 2 100 m d'altitude :
- dans le département de Valle del Cauca sur les versants Est et Ouest de la cordillère Occidentale ;
- dans les départements de Quindío et Risaralda sur le versant Ouest de la cordillère Orientale.

## Description
Les mâles mesurent de 16,7 à 18,5 mm et les femelles de 17,2 à 19,8 mm.

## Publication originale
- Myers & Daly, 1980 : Taxonomy and ecology of Dendrobates bombetes, a New Andean Poison frog with new skin toxins. American Museum Novitates, no 2692, p. 1-23 (texte intégral).